# Penell
Un penell és un dispositiu generalment instal·lat habitualment sobre una teulada o un lloc elevat compost d'un element rotatiu a sobre d'un eix vertical fix que permet que es mogui assenyalant la direcció del vent. Es mesura en kilòmetres per hora (km/h)

## Utilitat
S'utilitza per a conèixer la direcció del vent i, contràriament a l'anemoscopi o mànega d'aire, mostrar-ne el seu destí cardinal.
Això és possible gràcies a la seva estructura asimètrica, generalment materialitzada per una sageta o un gall, de la qual la punta o el cap, més curts que l'element indicador (el cos), apunten cap a l'origen del vent. L'eix fix va proveït generalment d'una creu direccional indicant els quatre punts cardinals. Tanmateix, els penells moderns ja no són equipats amb aquesta creu cardinal, que és reemplaçada per un dispositiu electrònic que anuncia el sector del vent en una pantalla.
Per extensió, i figuradament, es diu penell a una persona inconstant o variable, que canvia molt sovint d'opinió.
El terme penell prové del llatí pennĕllu, diminutiu de penna, ‘ploma’.

## Història

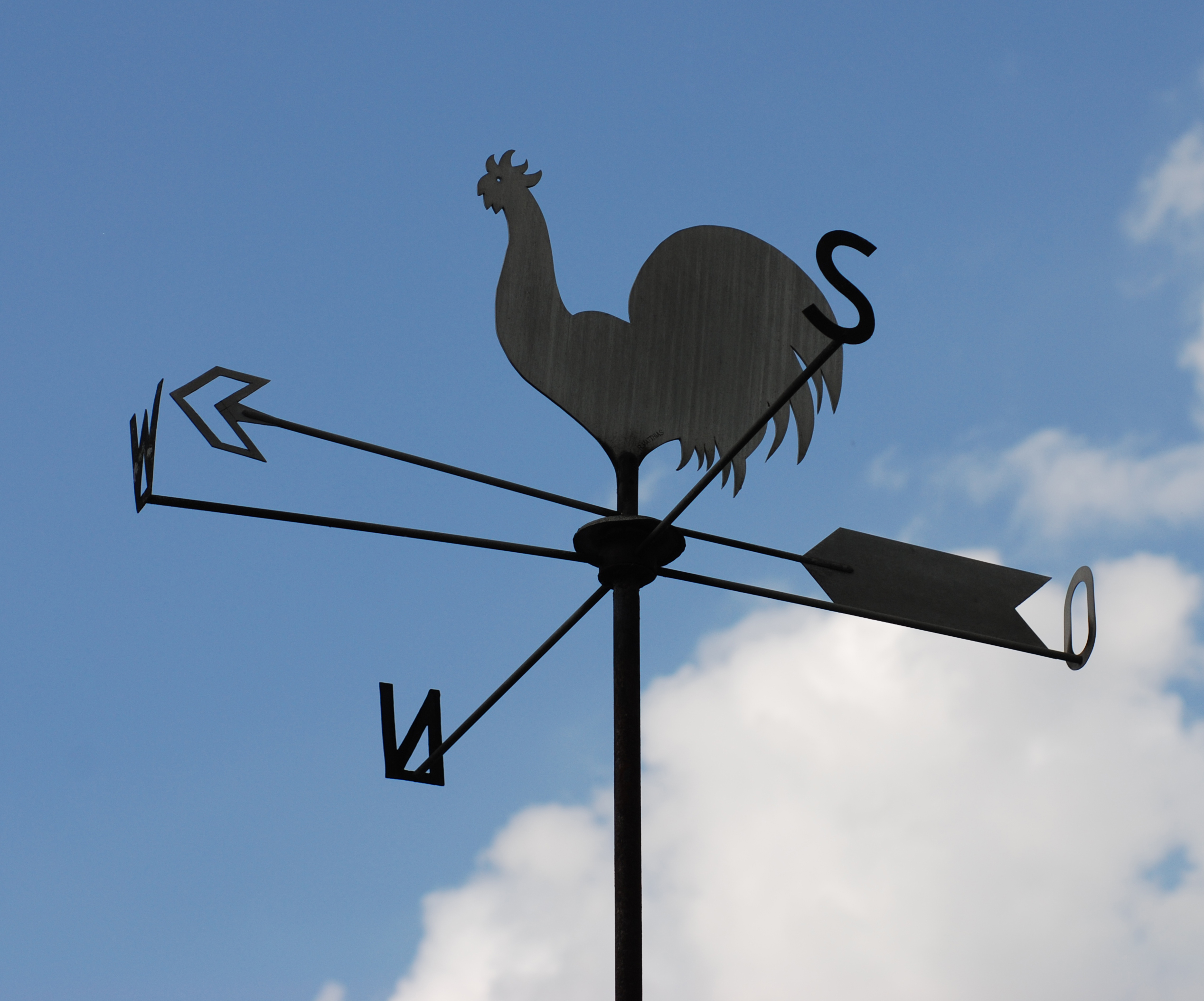
Penell en forma de gall

La més antiga referència textual a un penell ve de l'antic text xinès Huainanzi que data del voltant de 139 AC, que descriu un "ventilador que observa el vent" (hou feng shan, 侯風扇).
El penell més antic del qual es té constància data de l'any 48 aC, quan l'astrònom grec Andrònic va fer construir a l'antiga àgora d'Atenes una torre octogonal, anomenada la torre dels vents, i va fer gravar a cada costat figures que representaven els vents dels vuit punts cardinals. Una làmina de bronze en forma de tritó girava sobre el seu eix dalt de la torre i, amb una vareta que tenia a la mà del braç estès, indicava el vent dominant, que eren Bòreas (N), Kaikias (NE), Euro (E), Apeliotes (SE), Noto (S), Lips (SO), Zèfir (O) i Skiron (NO). A sota de l'estructura i els mecanismes hi havia un fris adornat amb les vuit divinitats del vent grec. L'estructura de vuit metres d'alçada també tenia rellotges de sol i un rellotge d'aigua al seu interior.

Documents militars del període dels Tres Regnes de la Xina (220–280) es refereixen al penell de l'oratge com "cinc unces" (wu liang, 五兩), anomenat així per la massa que havien de tenir les seves peces. Al segle iii, les paletes meteorològiques xineses tenien forma d'ocells i prengueren el nom d '«ocell indicador del vent»(xiang feng wu, 相風烏). El Sanfu huangtu (三輔黃圖), Un llibre del segle iii escrit per Miao Changyan sobre els palaus de Chang'an, descriu una paleta en forma d'ocell situada sobre un sostre de la torre, que possiblement també era un anemòmetre:
El Han 'Ling Tai' (plataforma d'observació) es trobava a vuit li al nord-oest de Chang'an. Es deia "Ling Tai" perquè originalment es destinava a observacions del Yin i del Yang i dels canvis que es produïen als cossos celestes, però al Han es va començar a anomenar Qing Tai. Guo Yuansheng, en el seu Shu Zheng Ji (Registres d'expedicions militars), diu que al sud dels palaus hi havia un Ling Tai, a quinze metres d'alçada, a la part superior de la qual es trobava l'esfera armil·lar feta per Zhang Heng. També hi havia un ocell de bronze (xiang feng tong wu) que indicava el vent, ja que era mogut per ell; i es deia que l'ocell es movia quan bufava un vent de 1000 li. També hi havia un gnòmon de bronze de 8 peus d'alçada, amb un llarg de 13 peus i un peu i 2 polzades d'amplada. Segons una inscripció, això es va crear en el quart any del període del regnat de Taichu (101 aC).
Hom atribueix al Papa Gregori I la determinació com al símbol del gall com a més representatiu de la cristiandat, ensems emblema de Sant Pere. per la qual cosa hauria començat a emprar-se en les esglésies, i que en el segle ix el Papa Nicolau I emeté ordre que dita figura es col·loqués al capdamunt de cada campanar de cada església. El Papa Lleó IV l'hauria manada emplaçar en l'Antiga Basílica de Sant Pere abans fins i tot del papat de Nicolau I. Suposadament el gall representaria també la vigilància del clergat sobre el poble.
En la Grècia i Roma antigues, els penells sovint estaven representats pels déus Bòreas, Èol i Hermes i acostumaven a decorar les cases dels terratinents.
La implantació massiva de la figura del gall a les cúpules o els campanars de les esglésies europees prové d'una llegenda medieval segons la qual, al capvespre de Dijous Sant, Sant Pere, penedit per la triple negació de Jesús, tingué rancúnia de tots els galls que trobava i sentia cantar. Per això els feia empalar en llocs alts. En aquesta situació «el vent els feia girar segons la direcció des d'on bufava»
El penell més antic que sobreviu amb la forma d'un gall és el Gallo di Ramperto, fabricat en 820 CE i que ara es conserva al Museu de Santa Giulia de Brescia, Llombardia